# 同志社山手
同志社山手（どうししゃやまて）は、京都府京田辺市にある地名。現行行政地名は同志社山手一丁目から同志社山手四丁目。

## 地理
京田辺市南部の関西文化学術研究都市南田辺・狛田地区の北部に位置し、都市再生機構により区画整理事業として整備された。

## 歴史
- 2011年（平成23年）2月26日 - 南田辺北地区の換地処分が完了し、同志社山手一丁目から同志社山手四丁目を設置[1]。

## 世帯数と人口
2019年（令和元年）7月1日現在の世帯数と人口は以下の通りである。
| 丁目             | 世帯数    | 人口    |
| ---------------- | --------- | ------- |
| 同志社山手一丁目 | 317世帯   | 1,092人 |
| 同志社山手二丁目 | 164世帯   | 526人   |
| 同志社山手三丁目 | 300世帯   | 991人   |
| 同志社山手四丁目 | 287世帯   | 924人   |
| 計               | 1,068世帯 | 3,533人 |

### 人口の変遷
国勢調査による人口の推移。
| 2015年（平成27年） | 2,408人 | [ 6 ] |  |

### 世帯数の変遷
国勢調査による世帯数の推移。
| 2015年（平成27年） | 700世帯 | [ 6 ] |  |

## 学区
市立小・中学校に通う場合、学区は以下の通りとなる。
| 丁目             | 番   | 小学校                 | 中学校               |
| ---------------- | ---- | ---------------------- | -------------------- |
| 同志社山手一丁目 | 全域 | 京田辺市立三山木小学校 | 京田辺市立田辺中学校 |
| 同志社山手二丁目 | 全域 | 京田辺市立三山木小学校 | 京田辺市立田辺中学校 |
| 同志社山手三丁目 | 全域 | 京田辺市立三山木小学校 | 京田辺市立田辺中学校 |
| 同志社山手四丁目 | 全域 | 京田辺市立三山木小学校 | 京田辺市立田辺中学校 |

## 交通
- 京都府道22号八幡木津線
- 奈良交通バス　同志社山手循環　三山木方面

## 施設
- バローやコメリハード&グリーン等を核店舗にした、フォレストモール京田辺が2022年11月18日にオープンしている[8]。
- 2024年　11月　ドラッグストアコスモスオープン

## その他

### 日本郵便
- 郵便番号 : 610-0315[4]（集配局：山城田辺郵便局[9]）。